# Estación de Utebo-Monzalbarba
Utebo-Monzalbarba es un apeadero ferroviario situado en el municipio español de Utebo, en la misma divisoria con el término municipal de Zaragoza, barrio rural de Monzalbarba. No posee servicio de viajeros.

## Situación ferroviaria
La estación se encuentra en el punto kilométrico 331,6 de la línea férrea de ancho ibérico Madrid-Barcelona, entre las estaciones de Utebo y Zaragoza-Delicias. El tramo es de vía doble y está electrificado. 

## Historia
La estación fue inaugurada el 16 de mayo de 1863, con la apertura del tramo Casetas-Zaragoza de la línea férrea que pretendía unir Madrid con Barcelona por parte de la Compañía del Ferrocarril Madrid-Zaragoza-Alicante (MZA). La apertura al servicio, sin embargo, no se produjo hasta el 1 de octubre de 1864.
En 1941, tras la nacionalización del ferrocarril de ancho ibérico, las instalaciones pasaron a manos de la recién creada RENFE.
Desde el 31 de diciembre de 2004 Renfe Operadora explota la línea mientras que Adif es la titular de las instalaciones ferroviarias. 

## La estación
El edificio de viajeros es de una sola planta y disposición lateral a la vía. El andén lateral da acceso a la vía 1 y el andén central a la vía 2 y a la antigua vía 4 de apartado, que ha sido retirada. 
Antiguamente disponía de vías de apartado en el andén lateral, así como un ramal que le comunicaba con el polígono industrial cercano. El cambio de andén se realiza a nivel. Aunque anteriormente contaba con más de 5 vías, una báscula y 3 desvíos a empresas cercanas actualmente sólo consta de las 2 vías de paso. También quedan restos de la báscula y de las vías que daban servicio a la empresa CLH (Compañía Logística de Hidrocarburos).

## Conexiones

### Autobús Interurbano
- Línea 602 de CTAZ (Zaragoza - Monzalbarba - Alfocea - Utebo)